# Félines (Ardèche)
Pour les articles homonymes, voir Félines.
Félines est une commune française, située dans le département de l'Ardèche en région Auvergne-Rhône-Alpes.

## Géographie

### Situation et description
Le territoire de Félines comprend une partie de plateau assez favorable à l'agriculture, mais sur laquelle l'urbanisation s'est récemment étendue autour du bourg et des routes. La commune descend aussi à l'est jusqu'à l'entrée de Serrières avec des coteaux en vignobles, et monte à l'ouest jusqu'au col du Fayet et ses reliefs boisés. De multiples hameaux ou fermes ont toujours abrité au moins deux tiers de la population.

### Climat
Pour des articles plus généraux, voir Climat d'Auvergne-Rhône-Alpes et Climat de l'Ardèche.
En 2010, le climat de la commune est de type climat océanique altéré, selon une étude du CNRS s'appuyant sur une série de données couvrant la période 1971-2000. En 2020, Météo-France publie une typologie des climats de la France métropolitaine dans laquelle la commune est dans une zone de transition entre le climat de montagne et le climat méditerranéen et est dans une zone de transition entre les régions climatiques « Moyenne vallée du Rhône » et « Sud-est du Massif Central ».
Pour la période 1971-2000, la température annuelle moyenne est de 11,4 °C, avec une amplitude thermique annuelle de 17,6 °C. Le cumul annuel moyen de précipitations est de 818 mm, avec 7,8 jours de précipitations en janvier et 6,4 jours en juillet. Pour la période 1991-2020, la température moyenne annuelle observée sur la station météorologique de Météo-France la plus proche, « Peaugres Rad », dans la commune de Peaugres à 3 km à vol d'oiseau, est de 12,3 °C et le cumul annuel moyen de précipitations est de 752,5 mm,. Pour l'avenir, les paramètres climatiques de la commune estimés pour 2050 selon différents scénarios d'émission de gaz à effet de serre sont consultables sur un site dédié publié par Météo-France en novembre 2022.

### Voies de communication
La partie méridionale est traversée par la RD820 qui la relie à la vallée du Rhône.

## Urbanisme

### Typologie
Au 1er janvier 2024, Félines est catégorisée commune rurale à habitat dispersé, selon la nouvelle grille communale de densité à 7 niveaux définie par l'Insee en 2022.
Elle appartient à l'unité urbaine de Peaugres, une agglomération intra-départementale dont elle est une commune de la banlieue,. Par ailleurs la commune fait partie de l'aire d'attraction d'Annonay, dont elle est une commune de la couronne,. Cette aire, qui regroupe 37 communes, est catégorisée dans les aires de 50 000 à moins de 200 000 habitants,.

### Occupation des sols
L'occupation des sols de la commune, telle qu'elle ressort de la base de données européenne d’occupation biophysique des sols Corine Land Cover (CLC), est marquée par l'importance des territoires agricoles (53 % en 2018), en diminution par rapport à 1990 (54,6 %). La répartition détaillée en 2018 est la suivante : 
zones agricoles hétérogènes (35 %), forêts (34,2 %), prairies (10,9 %), zones urbanisées (8 %), zones industrielles ou commerciales et réseaux de communication (4,8 %), cultures permanentes (3,9 %), terres arables (3,1 %).
L'évolution de l’occupation des sols de la commune et de ses infrastructures peut être observée sur les différentes représentations cartographiques du territoire : la carte de Cassini (XVIIIe siècle), la carte d'état-major (1820-1866) et les cartes ou photos aériennes de l'IGN pour la période actuelle (1950 à aujourd'hui).

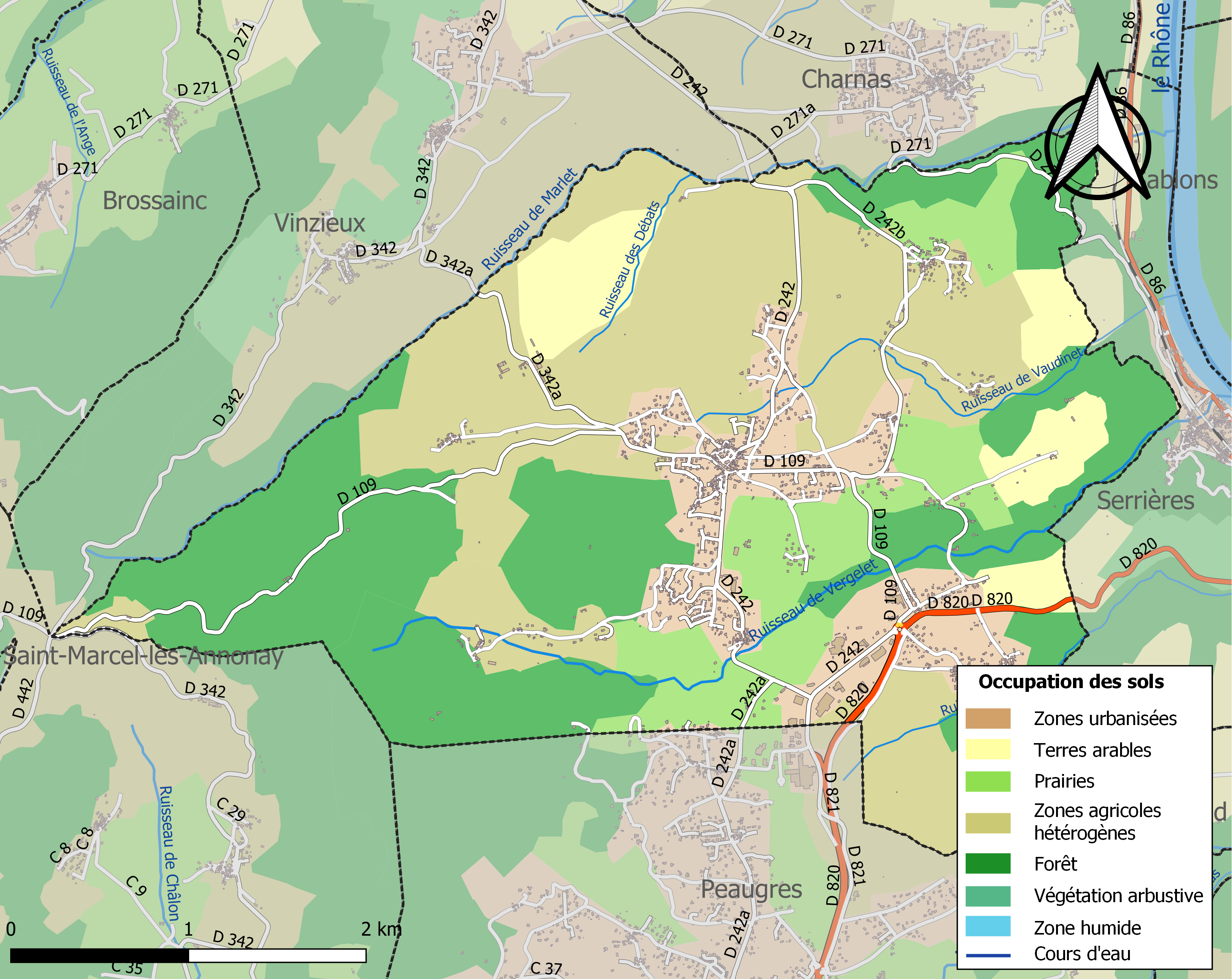
Carte des infrastructures et de l'occupation des sols de la commune en 2018 (CLC).

## Toponymie
Le nom de Félines, transcrit Filinae en 981, représente l'ancien occitan felina, « atelier de poterie », qui vient du latin figulinae, figlinæ, de même sens. Cinq communes de France méridionale portent ce nom (Ardèche, Aude, Drôme, Hérault, Haute-Loire) qui correspond aux « Flins » de France septentrionale (4 communes dans le Nord et les Yvelines).

## Histoire
Un habitat existait déjà à l'époque gallo-romaine, comme l'ont prouvé les découvertes de tuiles et de monnaie. Par la suite, le territoire s'est sans doute peuplé progressivement, ou dépeuplé aussi, dans les périodes de peste ou de famine. Trois domaines importants ont été cités historiquement : à Prost, à L'Olme et au Mein, où il reste encore une construction de type château. La population communale est restée longtemps en nombre relativement modeste, autour de 800 habitants au XIXe siècle et de 500 au XXe siècle. Par contre, depuis 1968, elle a triplé pour dépasser actuellement les 1 500 habitants. Ce changement d'échelle a fait rapidement évoluer la commune avec par exemple la création d'associations diverses (une vingtaine en 2015).
Le renforcement du centre bourg
Progressivement, les services publics et associatifs ont été regroupés au centre du village : église, mairie, salle des associations, et, dans l'ancienne école, bibliothèque, batterie fanfare et AFR. Les commerces se sont rassemblés à côté, autour du carrefour principal : café, tabac presse, boulangerie épicerie, coiffure. La Poste a rejoint la mairie comme bureau postal. Plusieurs entreprises occupent aussi la zone industrielle du Flacher. La zone vient aussi d'accueillir un grand complexe de salles polyvalentes en partage avec Peaugres : L'Entre-Deux.

## Politique et administration

### Liste des maires
| Période                                  | Période                      | Identité              | Étiquette   | Qualité |
| ---------------------------------------- | ---------------------------- | --------------------- | ----------- | --- |
| Les données manquantes sont à compléter. |                              |                       |             | |
|                                          | mai 1925                     | Jean-Pierre Escoffier |             | Notaire |
| mai 1925                                 | mars 1971                    | Félix Serve           | CNI puis RI | Notaire Conseiller général Suppléant de Louis Roche-Defrance (1962-1967) |
| mars 1971                                | mars 1989                    | Jean Serve            | RI puis UDF | Notaire |
| mars 1989                                | 19 septembre 1992            | René Grenier          | PS          | Agent de production |
| septembre 1992                           | 23 mai 2020                  | Denis Duchamp         | PS          | Fonctionnaire Conseiller général du canton de Serrières (2001-2015) Conseiller départemental du canton de Sarras (2015-2021) |
| 23 mai 2020                              | 2022                         | William Priolon,      | SE          | Fonctionnaire Vice-président de la communauté d'agglomération Annonay Rhône Agglo chargé des transports et des mobilités douces (depuis juillet 2020) Puis va démissionner de la mairie de Félines et va organiser de nouvelles élections municipales |
| 2022                                     | En cours (au 9 février 2021) | Lucie Ramier,         | SE          | Préparatrice en Pharmacie |

## Population et société

### Démographie
L'évolution du nombre d'habitants est connue à travers les recensements de la population effectués dans la commune depuis 1793. Pour les communes de moins de 10 000 habitants, une enquête de recensement portant sur toute la population est réalisée tous les cinq ans, les populations de référence des années intermédiaires étant quant à elles estimées par interpolation ou extrapolation. Pour la commune, le premier recensement exhaustif entrant dans le cadre du nouveau dispositif a été réalisé en 2007.

En 2022, la commune comptait 1 874 habitants, en évolution de +16,25 % par rapport à 2016 (Ardèche : +2,48 %, France hors Mayotte : +2,11 %).
| 1793 | 1800 | 1806 | 1821 | 1831 | 1836 | 1841 | 1846 | 1851 |
| ---- | ---- | ---- | ---- | ---- | ---- | ---- | ---- | ---- |
| 703  | 730  | 625  | 821  | 829  | 861  | 832  | 825  | 851  |

| 1856 | 1861 | 1866 | 1872 | 1876 | 1881 | 1886 | 1891 | 1896 |
| ---- | ---- | ---- | ---- | ---- | ---- | ---- | ---- | ---- |
| 835  | 856  | 819  | 765  | 831  | 801  | 792  | 740  | 694  |

| 1901 | 1906 | 1911 | 1921 | 1926 | 1931 | 1936 | 1946 | 1954 |
| ---- | ---- | ---- | ---- | ---- | ---- | ---- | ---- | ---- |
| 622  | 585  | 538  | 506  | 510  | 515  | 505  | 506  | 518  |

| 1962 | 1968 | 1975 | 1982 | 1990 | 1999  | 2006  | 2007  | 2012  |
| ---- | ---- | ---- | ---- | ---- | ----- | ----- | ----- | ----- |
| 482  | 524  | 616  | 714  | 876  | 1 106 | 1 395 | 1 436 | 1 493 |

| 2017  | 2022  | - | - | - | - | - | - | - |
| ----- | ----- | - | - | - | - | - | - | - |
| 1 652 | 1 874 | - | - | - | - | - | - | - |

La population communale est restée longtemps en nombre relativement modeste, autour de 800 habitants au XIXe siècle et de 500 au XXe siècle. Par contre, depuis 1968, elle a triplé pour dépasser les 1 500 habitants.

### Enseignement
La commune est rattachée à l'académie de Grenoble.

### Médias
La commune est située dans l'aire de distribution de deux organes de presse régionaux :
- L'Hebdo de l'Ardèche est un journal hebdomadaire français basé à Valence. Il couvre l'actualité de tout le département de l'Ardèche ;
- Le Dauphiné libéré est un journal quotidien de la presse écrite française régionale distribué dans la plupart des départements de l'ancienne région Rhône-Alpes, notamment l'Ardèche. La commune est située dans la zone d'édition d'Annonay.

### Cultes
L'église (propriété de la commune) et la communauté catholique de Félines sont rattachées à la paroisse Sainte Croix du Rhône, elle-même rattachée au diocèse de Viviers.

### Manifestations culturelles et festivités
- fin avril : Vogue de la Saint-Georges
- en juillet : festival Pic-nic et Chansons (organisation Arcanson)
- en septembre : Temps fort des Arts de la Rue

Une vogue mieux organisée

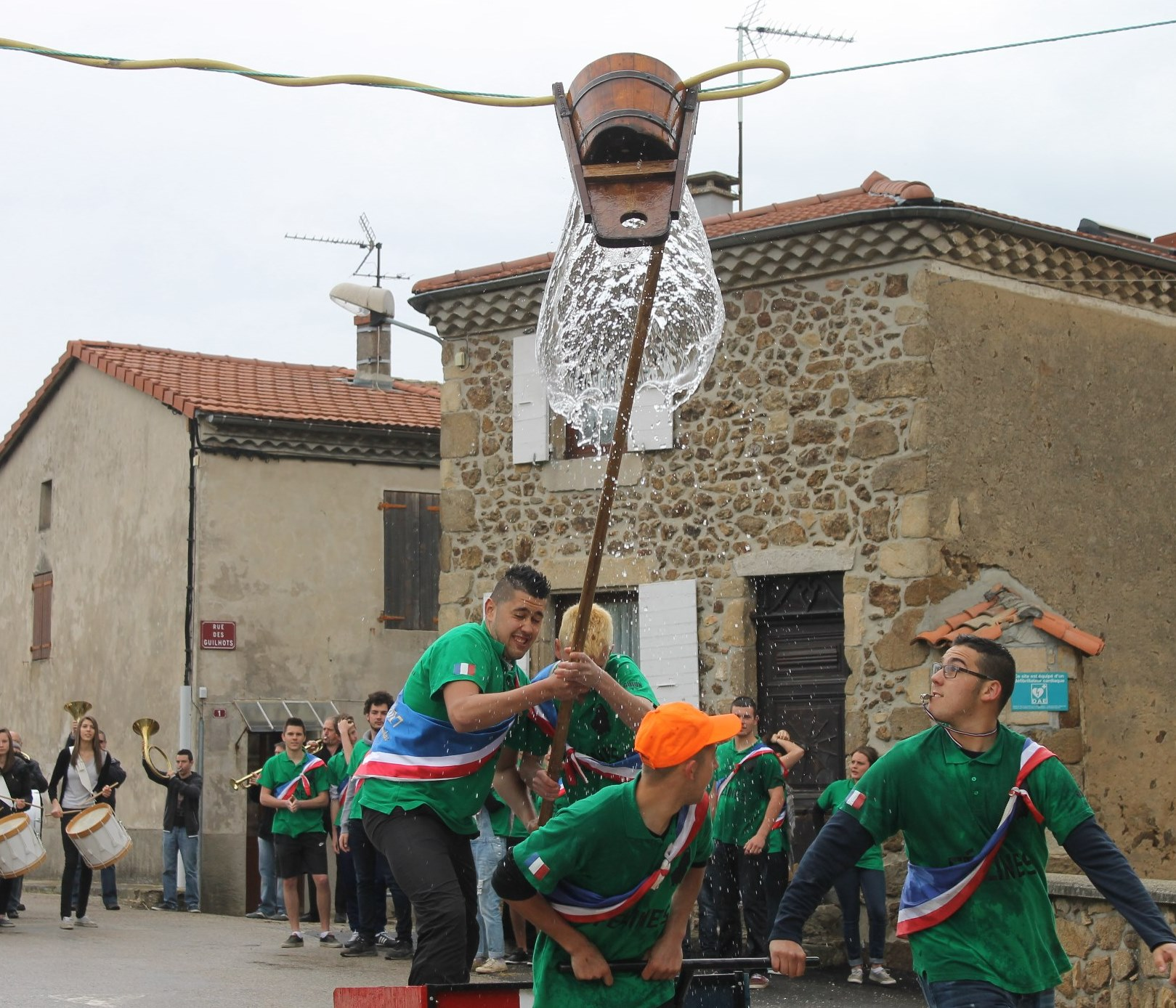
Aperçu du « tir à la seille », en 2015.

Il y a quelques décennies, les bals des vogues commençaient à connaitre de sérieux problèmes de bagarres et de consommation d'alcool. À Félines, la municipalité s'est donc efforcée de résoudre ces problèmes pour pouvoir maintenir cet événement traditionnel et local. Les conscrits fonctionnent maintenant en association, avec les deux classes réunies. Les plus anciens conseillent ainsi les jeunes. Les parents sont aussi associés à l'organisation. Des bilans sont faits après l'événement. La vogue de la Saint-Georges, fin avril, a adopté ainsi un fonctionnement qui apparait satisfaisant. Le vendredi, c'est un karaoké avec un repas ouvert à la population. Le samedi, un bal ouvert à tous. Le dimanche, le tir « à la seille » (au baquet).

### Associations
Une vingtaine d'associations
Une vingtaine d'associations étaient présentes dans la commune en 2015.
- Certaines sont traditionnelles et rassemblent conscrits, parents d'élèves, chasseurs, boulistes, anciens combattants, seniors…
- Parmi les clubs sportifs, le club de foot (Football Club Félines Saint-Cyr) s'est rendu célèbre dans la fin des années 1990 avec la réussite de ses équipes féminines. L'équipe une atteint même la première division nationale en 1999. Il a fêté ses 50 ans en 2014 et a atteint les 200 licenciés.
- En pratique plus originale, on peut citer les Ardriders, qui regroupent une cinquantaine de vététistes provenant d'un vaste secteur.
- Arcanson organise des événements musicaux.
- Le Comité des Fêtes organise plusieurs événements et a encadré en 2014 une fête interquartiers ouverte aussi à Vinzieux.
- Une Association des Familles Rurales, en partenariat avec Charnas et Vinzieux, propose plusieurs activités hebdomadaires, mais aussi un centre de loisirs en juillet.
- Des Félinois participent aussi en intercommunalité aux activités petite enfance et jeunesse, et à l'école départementale de musique.

La batterie fanfare
Félines a réussi à conserver une batterie fanfare. Ces ensembles assurent une ambiance musicale lors des cérémonies officielles et des fêtes. Félines a eu une première fanfare, l'Echo félinois, de 1930 aux années 1960. Un ensemble a pu se reconstituer à partir de 1979. Elle est devenue la Batterie Fanfare du Plateau, en partenariat avec Charnas et avec des participants de Vinzieux. Elle compte actuellement une vingtaine de musiciens …et musiciennes, dont pas mal de jeunes et pas moins de douze féminines. Elle se regroupe volontiers avec celle de Saint-Alban-d'Ay. Ses répétitions se font avec un enseignant de l'École Départementale de Musique, dans un local attitré sur la place de Félines.

#### Enfance et jeunesse en intercommunalité

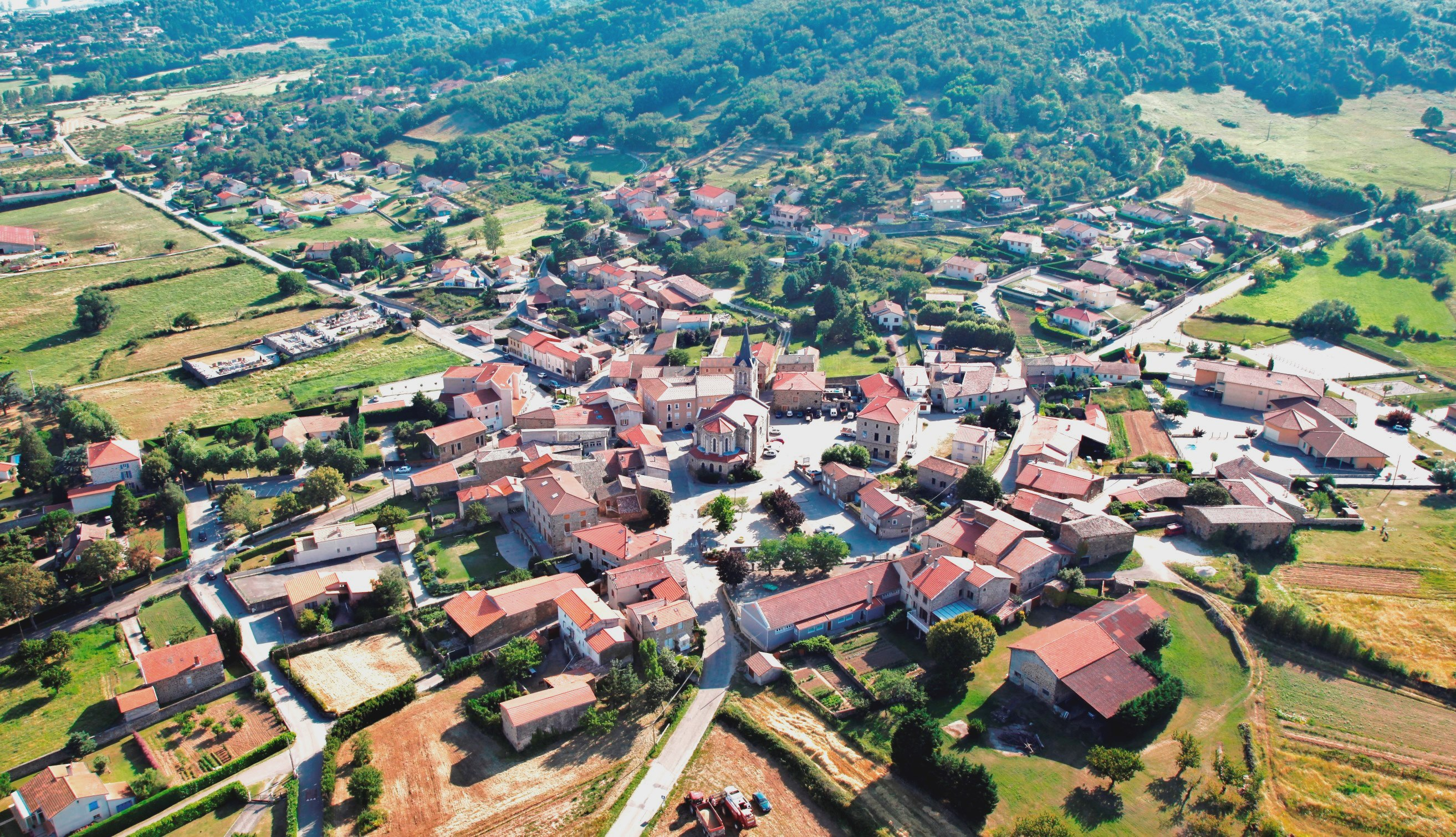
Un village de plus en plus étalé.

Sur le plateau de Félines, le secteur Enfance et Jeunesse est géré au sein d'un syndicat intercommunal qui regroupe six communes : Bogy, Charnas, Colombier-le-Cardinal, Félines, Peaugres et Vinzieux. Deux associations se sont spécialisées pour encadrer les diverses structures. L'Association de Gestion Intercommunale Petite Enfance (Agipe) rassemble 90 familles et gère la crèche multi-accueil L'îlot câlin de 25 places, le Relais d'assistantes maternelles « Les P'tits Câlins », et L'îlot parents pour des rencontres entre adultes.
Une autre association de parents « Activités Loisirs » gère le centre de loisirs « L'île au Soleil », qui rassemble plus de 150 familles et environ 300 enfants. Les 3 à 10 ans ont des activités organisées les mercredis et pendant les vacances scolaires. Les 11-13 ans organisent plus librement leurs programmes dans des salles communales. Les 14-17 ans ont aussi des locaux mais participent plus facilement à des camps. Enfin « L'île des parents » propose des occasions de rencontre[1].

#### L'Entre Deux: un grand complexe intercommunal

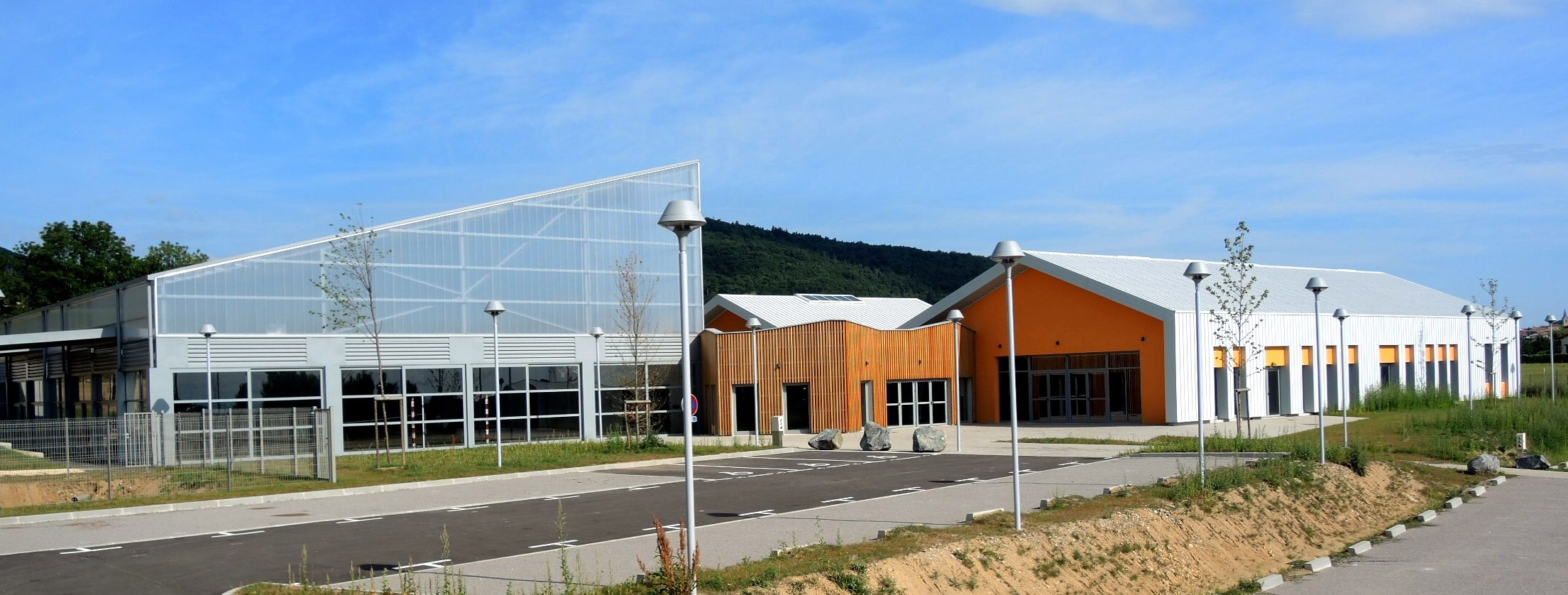
En partenariat avec la commune voisine de Peaugres.

Les deux communes de Peaugres et Félines avaient toutes deux besoin de salles plus grandes ou plus pratiques. Les deux communes se sont donc associées pour construire un ensemble moderne composé en fait de plusieurs locaux.
Une salle sert de dojo pour les activités de type judo. Une salle de réception de 400 m2 reçoit les fêtes et peut être louée.
La plus grande salle permet d'accueillir des activités physiques ou de grands événements. Il s'agit en fait d'un abri de grande taille, non chauffé et au sol goudronné. La pratique du sport y est possible, mais elle n'est pas homologuée pour des compétitions.
Un grand terrain extérieur complète l'ensemble.
Un emploi communal à mi-temps a été ouvert pour gérer le site[1].

## Économie

### Entreprises

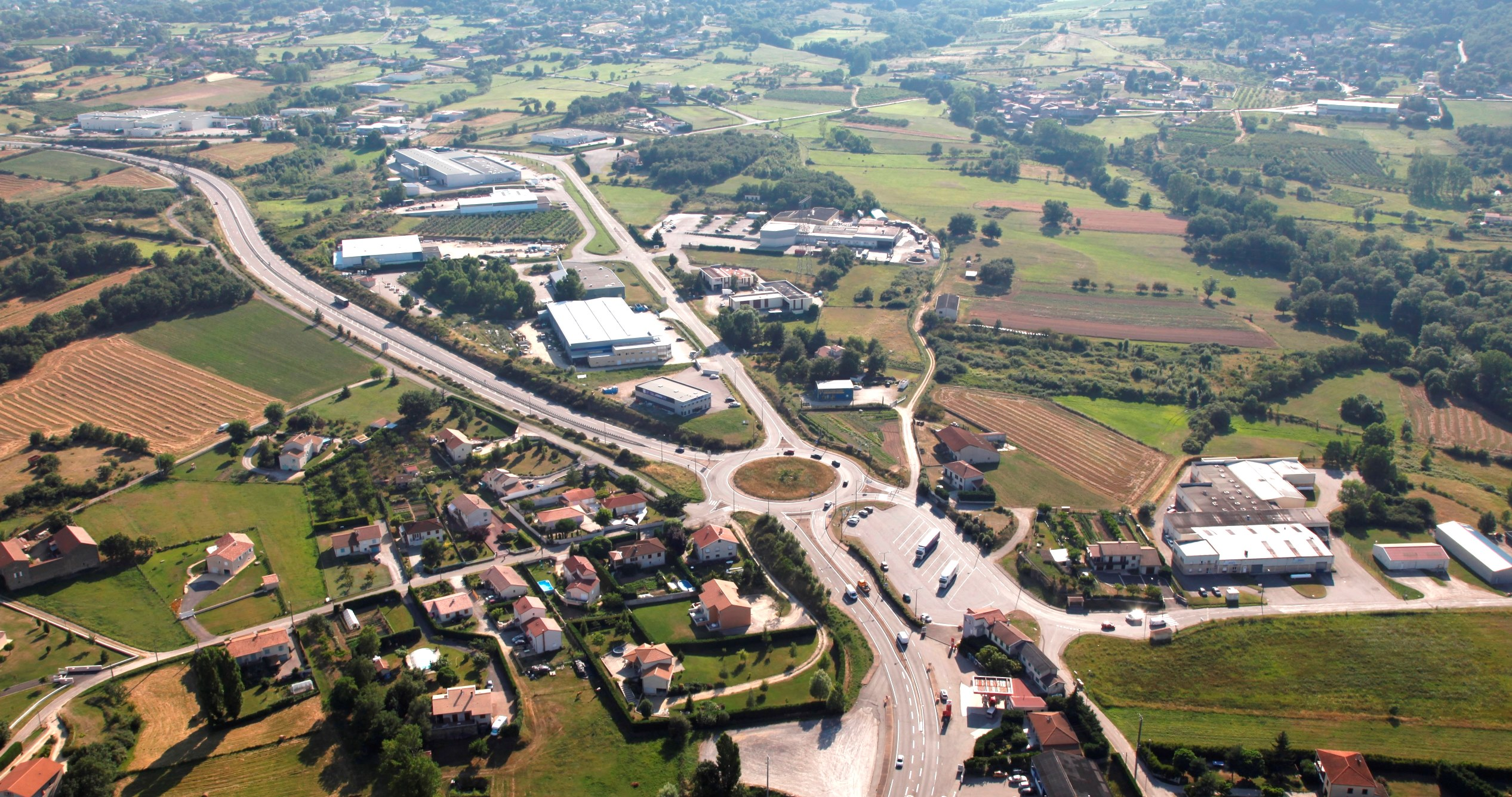
La zone du Flacher.

Une trentaine d'entreprises sont installées sur la zone d'activités qui se situe à cheval sur Félines (ZA Le Flacher) et Peaugres (ZA La Boissonnette). Ces entreprises totalisent plus de 500 salariés. Trois d'entre elles en comptent autour de la centaine : Euronat Ekibio (agroalimentaire), Les Fermiers de l'Ardèche (volailles). Avec une cinquantaine de salariés, la chaudronnerie CTF. Avec une trentaine, Façonnage Alain et Krannich Solar (photovoltaïque). Avec entre 10 et 20 salariés salariés chacune : l'imprimerie Alpha, la menuiserie Bellevègue, la tuyauterie FPS, le chauffagiste Grange et fils, la chaudronnerie Guion, la découpe laser Sadela, le caviste Vinsolite, le spécialiste des réalisations acier/alu/inox Soud'Inox,

## Culture locale et patrimoine

### Lieux et monuments
- Église Saint-Georges de Félines.

Le château du Mein

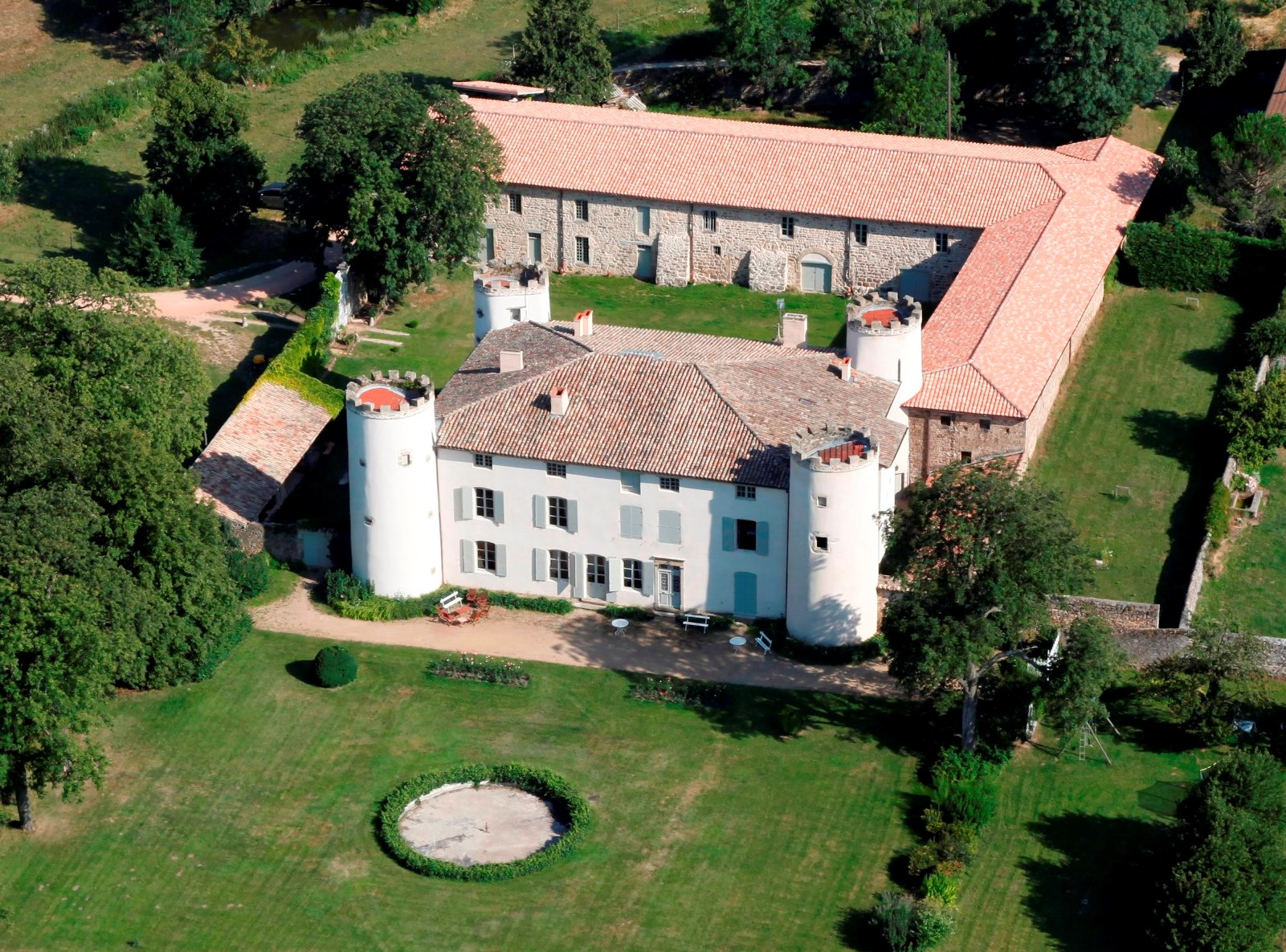
Des aménagements d'époques diverses.

Le château du Mein se remarque de loin avec son crépi blanc, dans la plaine agricole qui fait face à Vinzieux. On remarque notamment ses quatre jolies tours de type médiéval qui entourent le principal bâtiment d'habitation. Le site comprend aussi d'autres bâtiments, à usage d'entrepôt agricole, qui achèvent d'encadrer une cour intérieure dotée d'une fontaine. Le site du Mein a donc été sans doute d'abord un domaine agricole important, peut-être fortifié. La première mention écrite date de 1398, et un premier manoir aurait été construit en 1490. On sait ensuite qu'il a été la propriété d'une lignée d'aristocrates : les familles d'Arnoult au XVe siècle, d'Angerès au XVIe, de Moreton au XVIIe siècle. Les bâtiments actuels pourraient être le résultat d'une reconstruction après un incendie en 1538, ou à une date plus proche. Les quatre tours d'angles pourvues de créneaux sont aussi de date indéterminée, la dernière pourrait dater des années 1840.
Après la Révolution, le domaine a été vendu à la famille Giraud d'Annonay. Dans la première moitié du XXe siècle, Paul Giraud y a résidé longtemps. Il a été conseiller municipal de Félines de 1908 à 1945 et maire de 1921 à 1925. C'est un de ses héritiers, Christian Denoyel, qui habite le site en 2015.

### Personnalités liées à la commune
Barthélémy Madinier, seigneur de Prost en 1766. Notaire royal, avocat en parlement, Juge général ès justice de Serrières-en-Vivarais et Montbaloud.

### Héraldique
| Blason de Félines | Blason  | De sinople au chevron losangé d'argent et de sinople. |
| Blason de Félines | Détails | Le statut officiel du blason reste à déterminer.      |

### Sources et bibliographie
- Édition municipale : « Félines, village d'Ardèche 1900-2000 », 2000.
- articles de François Bassaget dans le Dauphiné libéré du 17 août 2015.